# 须昌县
须昌县，中国古县名。
秦朝置，治所在今山东省东平县须城镇西北。属薛郡。汉高祖十一年（前196年），改置为须昌侯国。景帝五年（前152年）国除仍为须昌县。属东平郡。东汉及三国魏属东平国。西晋为东平国治。东晋又属东平郡。北齐移治无盐城（今须城镇东南），隋朝开皇十六年（596年）移还旧治。仍属东平郡。
五代后唐同光元年（923年），避先祖李国昌名讳，改须城县。北宋咸平三年（1000年），因黄河决口，徙治今东平县州城街道，而须昌故城遗址已淹没于今东平县城西北东平湖中，现为东平县文物保护单位。